# Savage (Computerspiel)
Savage ist ein Action-Spiel, das durch Probe Software entwickelt und von Firebird Software für den Amiga, ZX Spectrum, Commodore 64 und Amstrad CPC veröffentlicht wurde.

## Spielprinzip
Savage besteht aus drei Teilen. Der erste ist ein Side-Scroller, in dem ein muskulöser Held sich durch den Kerker einer Burg kämpft. Der zweite Teil ist in 3D gehalten. In dieser muss der Spieler Ziele abschießen und großen Steinköpfen ausweichen. Im dritten Level muss ein Vogel in einem 2D Labyrinth vier Schlüssel finden und zum Ausgang gelangen.

## Rezeption
Die Zeitschrift Aktueller Software Markt vergab den ASM Hit. Die Portierung auf dem Atari ST sei flüssiger und farbenfroher aber ansonsten größtenteils identisch. Auf dem PC hatte man sich für CGA Grafik entschieden, die so wenige Farben besitzt, dass die Gegner vom Hintergrund kaum zu erkennen seien.